# Kanal D (Rumänien)
Kanal D ist ein rumänischer Privatfernsehsender.

## Geschichte
Der Sender wurde von dem türkischen Medienunternehmen Dogan Media International und dem Schweizer Medienunternehmen Ringier gegründet, mit dem Ziel ein „modernes TV-Unterhaltungsprogramm zu bieten“. Dabei hielten Dogan Media International, deren Mutter Doğan Yayın Holding bereits der gleichnamige türkische Sender Kanal D gehörte, 74,9 Prozent und Ringier 25,1 Prozent der Anteile. Der neue Sender nahm am 18. Februar 2007 in Rumänien den Sendebetrieb auf. 2012 verkaufte Ringier seine Anteile an Dogan Media International.
Seit dem Start baute Kanal D seine Marktanteile kontinuierlich aus. 2017 war Kanal D mit im Schnitt 384.000 Zuschauern täglich auf Platz 3 der Zuschauergunst in Rumänien hinter Pro TV und Antena 1.

## Programm
Kanal D sendet viele türkische Serien wie auch für den rumänischen Markt entwickelte Sendungen wie Bravo, ai stil!, Asta-i România, WOWBiz,  Te vreau lângă mine und die Teo Show sowie die Übernahme international bekannter Formate wie Vrei să fii milionar? (Wer wird Millionär?) und Roata norocului (Glücksrad). Die boulevardlastigen Nachrichten werden täglich um 12:00 und 19:00 Uhr ausgestrahlt.